# Jerwandaszat
Jerwandaszat – wieś w Armenii, w prowincji Armawir. W 2011 roku liczyła 654 mieszkańców.